# Salt Lake City International Airport
Salt Lake City International Airport is een vliegveld 6 km ten westen van het centrum van de Amerikaanse stad Salt Lake City. In 2012 verwerkte de luchthaven 20.096.549 passagiers. Hiermee is de luchthaven de grootste van de staat Utah.
De luchthaven heeft drie terminals, waarvan één internationale, met in totaal 79 gates.

## Topbestemmingen

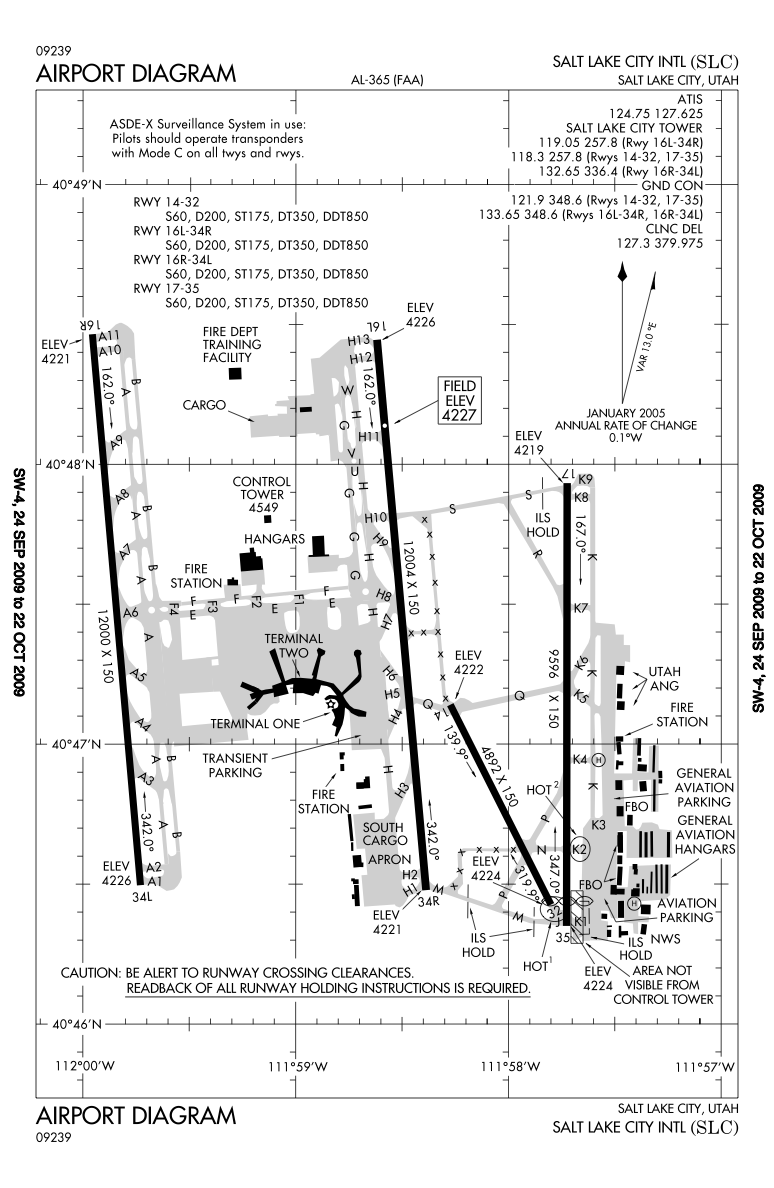
Plattegrond van KSLC

| Plaats | Stad              | Passagiers | Maatschappij(en)                   |
| ------ | ----------------- | ---------- | ---------------------------------- |
| 1      | Denver            | 700,000    | Delta, Frontier, Southwest, United |
| 2      | Phoenix           | 577,000    | Delta, Southwest, US Airways       |
| 3      | Atlanta           | 517,000    | Delta                              |
| 4      | Los Angeles       | 463,000    | American, Delta, Southwest, United |
| 5      | Las Vegas         | 445,000    | Delta, Southwest                   |
| 6      | Seattle           | 380,000    | Delta, Southwest                   |
| 7      | Dallas/Fort Worth | 304,000    | American, Delta                    |
| 8      | Portland          | 277,000    | Delta, Southwest                   |
| 9      | New York (JFK)    | 275,000    | Delta, JetBlue                     |
| 10     | Minneapolis       | 244,000    | Delta                              |